# Eliot Janeway
Eliot Janeway (1913-1993), nacido Eliot Jacobstein, fue un influyente economista, periodista y escritor estadounidense cuya carrera abarcó siete décadas.  Fue asesor económico de los presidentes Franklin D. Roosevelt y Lyndon B. Johnson.  Su enfoque ecléctico centrado en la interacción entre las presiones políticas, política económica y  tendencias de mercado. Fue un crítico acérrimo de las políticas económicas de presidentes desde Franklin D. Roosevelt a Ronald Reagan, y sus ideas anticiparon propuestas económicas y financieras contemporáneas.